# Quarantaine sessie 3
Quarantaine sessie #3 is een lied van de Algerijns-Franse rapper Boef. Het werd in 2021 als single uitgebracht.

## Achtergrond
Quarantaine sessie #3 is geschreven door Sofiane Boussaadia en geproduceerd door Keyser Soze. Het is een nummer dat past in de genres nederhop en gangstarap. Zoals de titel doet vermoeden, is het de derde keer dat Boef een nummer uit de reeks Quarantaine sessie uitbracht. Ook de eerste en tweede waren bescheiden hits. Het is anno 2023 het laatste lied uit deze reeks. In het lied rapt Boef over verschillende zaken in zijn leven. Hij gaat in op de invloed die zijn familie heeft gehad op zijn leven, zijn onstuimige verleden, zijn ambities, zijn relaties met vrouwen en zijn successen en rijkdommen. 

## Hitnoteringen
De artiest had bescheiden succes met het lied in het Nederlands taalgebied. Het piekte op de 26e plaats van de Single Top 100 in de twee weken dat het in deze hitlijst te vinden was. De Top 40 en haar Tipparade werden niet bereikt. Ook in de Vlaamse Ultratop 50 was er geen notering, maar hier kwam het wel tot de 31e positie van de Ultratip 100.